# آرمن وارطانیان (چشم‌پزشک)
آرمن هراچیکی وارطانیان (ارمنی: Արմեն Հրաչիկի Վարդանյան؛  زادهٔ ۳ نوامبر ۱۹۵۷) پزشک، چشم‌پزشک، استاد اهل ارمنستان است.

## زندگی‌نامه
وی در ۳ نوامبر ۱۹۵۷ در ایروان به دنیا آمد و از دانشگاه پزشکی دولتی ایروان (۱۹۸۰) فارغ‌التحصیل گشت. همچنین برندهٔ جوایزی همچون جایزه رئیس‌جمهور جمهوری ارمنستان (جایزه پوغوسیان) (۲۰۱۰) و مدال مخیتار هراتسی (۲۰۰۸؟) شده است.

## یادداشت
1. ↑  բժշկական գիտությունների դոկտոր